# Дювьёсар, Жан
Жан Дювьёса́р (Жан Пьер Арман Гислен Мари Дювьёсар, фр. Jean Pierre Armand Ghislain Marie Duvieusart; 10 апреля 1900 — 11 октября 1977) — бельгийский политический деятель, министр экономики в 1947—1950 и 1952—1954 годах. Два месяца в 1950 году пребывал на посту премьер-министра Бельгии. Возглавлял Европейский парламент в 1964—1965 годах. Входил в социально-христианскую партию Бельгии.

## Биография
Жан Пьер Дювьёсар родился 10 апреля 1900 года в деревне Фран-ле-Госсли коммуны Ле-Бон-Виллер. Он получил юридическое образование в Лёвенском католическом университете, который окончил в 1922 году. Дювьёсар был доктором права и работал адвокатом в Шарлеруа.
Свою карьеру в политике Дювьёсар начал с должности мэра (бургмистра) Фран-ле-Госсли (1927—1947). С 1933 по 1936 он также являлся временным советником провинции Эно. В 1944 году он был избран в Палату представителей и стал министром экономики в марте 1947 года.
12 марта 1950 года в Бельгии проходил референдум о возвращении короля, в ходе которого 57,68 % населения страны проголосовало за возвращение Леопольда III на трон. Однако голоса сильно различались в валлонской и фламандской частях Бельгии. На выборах в правительство 4 июня большинство получает социально-христианская партия. 8 июня 1950 года регент страны Шарль Бельгийский по рекомендации партии попросил Дювьёсара сформировать правительство. Дювьёсар продвигал законопроект об окончании регентства и возвращении Леопольда III к правлению. 22 июля король вернулся в страну из Швейцарии, это привело к сильным волнениям в валлонской части страны и к передаче власти к сыну короля Бодуэну I. Дювьёсар ушёл с должности премьер-министра 15 августа 1950 года.
В 1952—1954 годах Дювьёсар вернулся на должность министра экономики. Он был депутатом Европарламента с 1958 по 1965 год, с 1962 по 1964 — вице-президентом, и возглавлял Европейский парламент в 1954—1955 годах.
Дювьёсар умер в возрасте 77 лет 11 октября 1977 года в районе Куий Шарлеруа.